# Gravissimo officii munere
La Gravissimo officii munere è un'enciclica di papa Pio X, datata 10 agosto 1906 e diretta all'episcopato francese.
Il documento tratta della situazione della Chiesa in Francia, e torna a condannare la legislazione anticlericale introdotta in quel Paese, in particolare la legge di separazione del 1905.
Con quest'enciclica papa Sarto intende continuare il discorso già cominciato con la Vehementer Nos, indicando ora i mezzi «per difendere e conservare la Religione nella vostra patria».